# Bjarkøyförbindelsen
Bjarkøyförbindelsen (norska: Bjarkøyforbindelsen) är en vägförbindelse mellan Grytøya och Bjarkøya, och Grytøya och Sandsøya i Troms fylke i norra Norge. Bjarkøyförbindelsen började byggas 2014 och öppnades 2018. Vägförbindelsen knyter samman Grytøya och Bjarkøya genom en 3 222 meter lång undervattenstunnel, Kvernsundtunneln, och Grytøya och Sandsøya genom fyra broar, Sandsøybroarna, på 305 meter. Sammantaget, med väg, broar och tunnel, är Bjarkøyförbindelsen 8 kilometer lång.

## Historia
Idén om en fast vägförbindelse lanserades på 1980-talet. 
Hösten 2002 höll Bjarkøy kommun en folkomröstning där cirka 90 % av befolkningen röstade för att slå samman kommunen med Harstads kommun, om Bjarkøyförbindelsen byggs. Deltagandet i folkomröstningen var dock för litet för att resultatet skulle bli bindande. I april 2005 valde fylkestinget i Troms fylke att nedprioritera Bjarkøyförbindelsen vid behandlingen av Nasjonal transportplan. Troms fylkesting beslutade dock om finansiering av förbindelsen i december 2013, och i juni 2014 tilldelades kontraktet för byggandet av det första delprojektet i Bjarkøyförbindelserna. Den 1 januari 2013 slogs Bjarkøy kommun samman med Harstads kommun.
Vägförbindelsen beräknades kosta 829 miljoner norska kronor (2014). Byggstart var i augusti 2014 och den planerades vara färdig hösten 2017. Till slut blev totalkostnaden cirka 1 150 miljoner norska kronor. Vägförbindelsen öppnades i sin helhet i december 2018.